# Proampheres
Proampheres is een geslacht van hooiwagens uit de familie Gonyleptidae.
De wetenschappelijke naam Proampheres is voor het eerst geldig gepubliceerd door Roewer in 1913. 

## Soorten
Proampheres is monotypisch en omvat slechts de volgende soort:
- Proampheres serratus